# Västerholmarna
Västerholmarna är en sjö bestående av en av de sammanvuxna öarna Redamo och Sackholm helt innesluten fjärd i kommunen Pargas i landskapet Egentliga Finland i Finland. Arean är 46 hektar och strandlinjen är 9 kilometer lång. Sjön  ingår i Södra Skärgårdshavets avrinningsområde.   Den ligger omkring 43 kilometer sydväst om Åbo och omkring 170 kilometer väster om Helsingfors. 
Redamo och Sackholm är två av de sammanvuxna öarna. Norr om Västerholmarna ligger Mattnäsfjärden.